# Ville-sur-Ancre Communal Cemetery Extension
Le Ville-sur-Ancre Communal Cemetery Extension    est un cimetière militaire de la Première Guerre mondiale situé  sur le territoire de la commune de Ville-sur-Ancre, dans le département de la Somme, à l'est d'Amiens.

## Localisation
Ce cimetière est situé au sud-est du village, Rue de Corbie, au fond du cimetière communal.

## Histoire

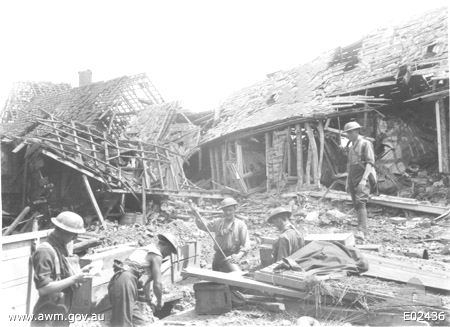
Soldats australiens dans les ruines de
Ville-sur-Ancre le 29 mai 1918.

En 1916, situé loin de la ligne de front, le village de Ville-sur-Ancre fut utilisé occasionnellement par des ambulances de campagne. C'est à cette date que furent inhumés 20 britanniques et 4 australiens décédés des suites de leurs blessures à l'intérieur du cimetière communal. En mai 1940, 4 soldats britanniques furent inhumés dans ce cimetière.

En avril 1918, lors de l'Offensive du printemps, le secteur fut occupé  par les Allemands et repris par la 2e division australienne le 19 mai.

L'agrandissement fut commencé en août 1918. Après l'armistice, des tombes furent rapatriées des champs de bataille de la Somme et de l'Ancre

Les deux cimetières comportent 136 tombes de soldats dont 54 ne sont pas identifiées.

## Caractéristiques
Ce cimetière a un plan rectangulaire de 20 m sur 10.

Il est entouré d'une mur de moellons sur trois côtés et d'une haie d'arbustes sur le côté du cimetière communal.

## Sépultures
| Pays        | Sépultures |
| ----------- | ---------- |
| Royaume-Uni | 130        |
| Australie   | 4          |
| Total       | 134        |

## Galerie

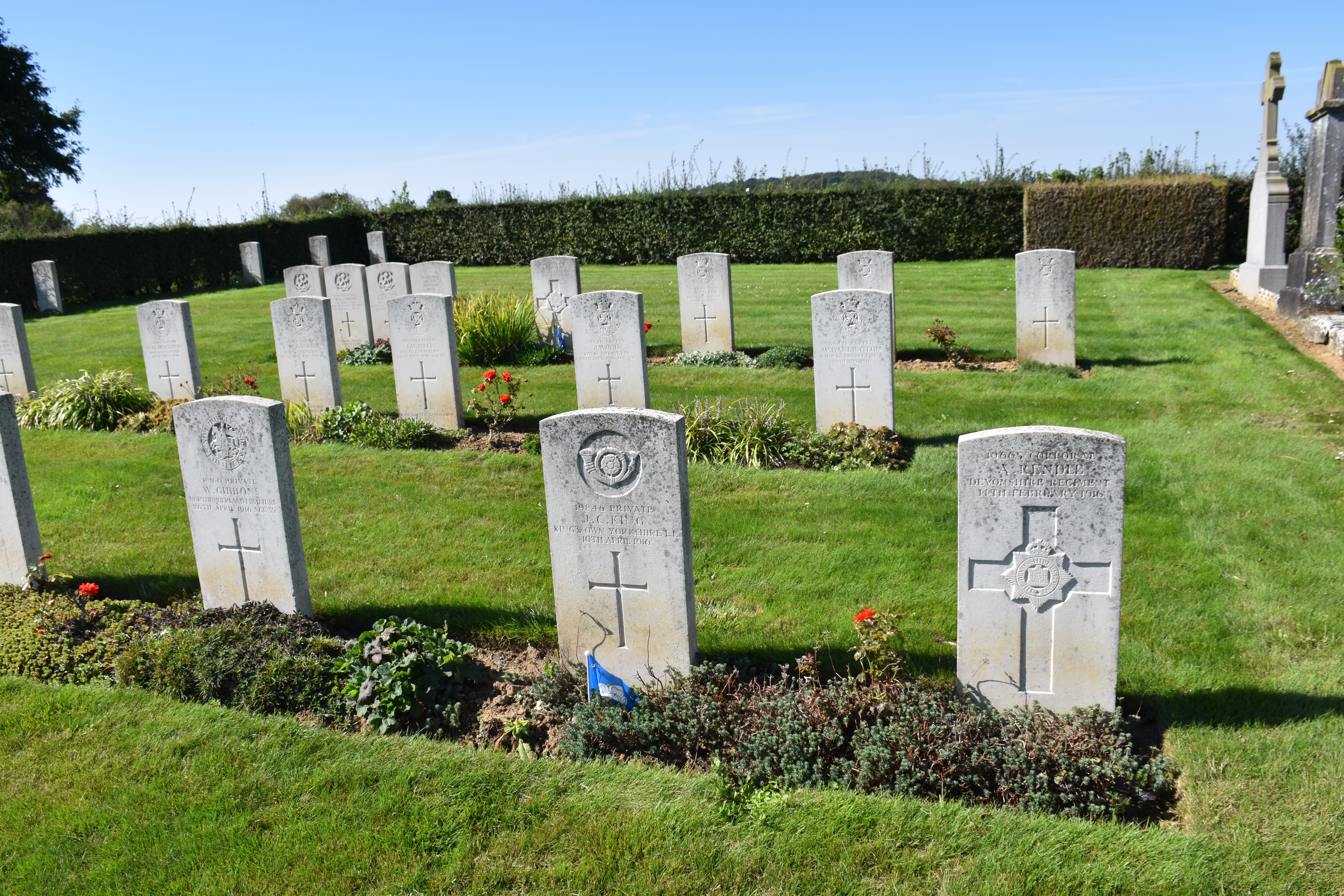
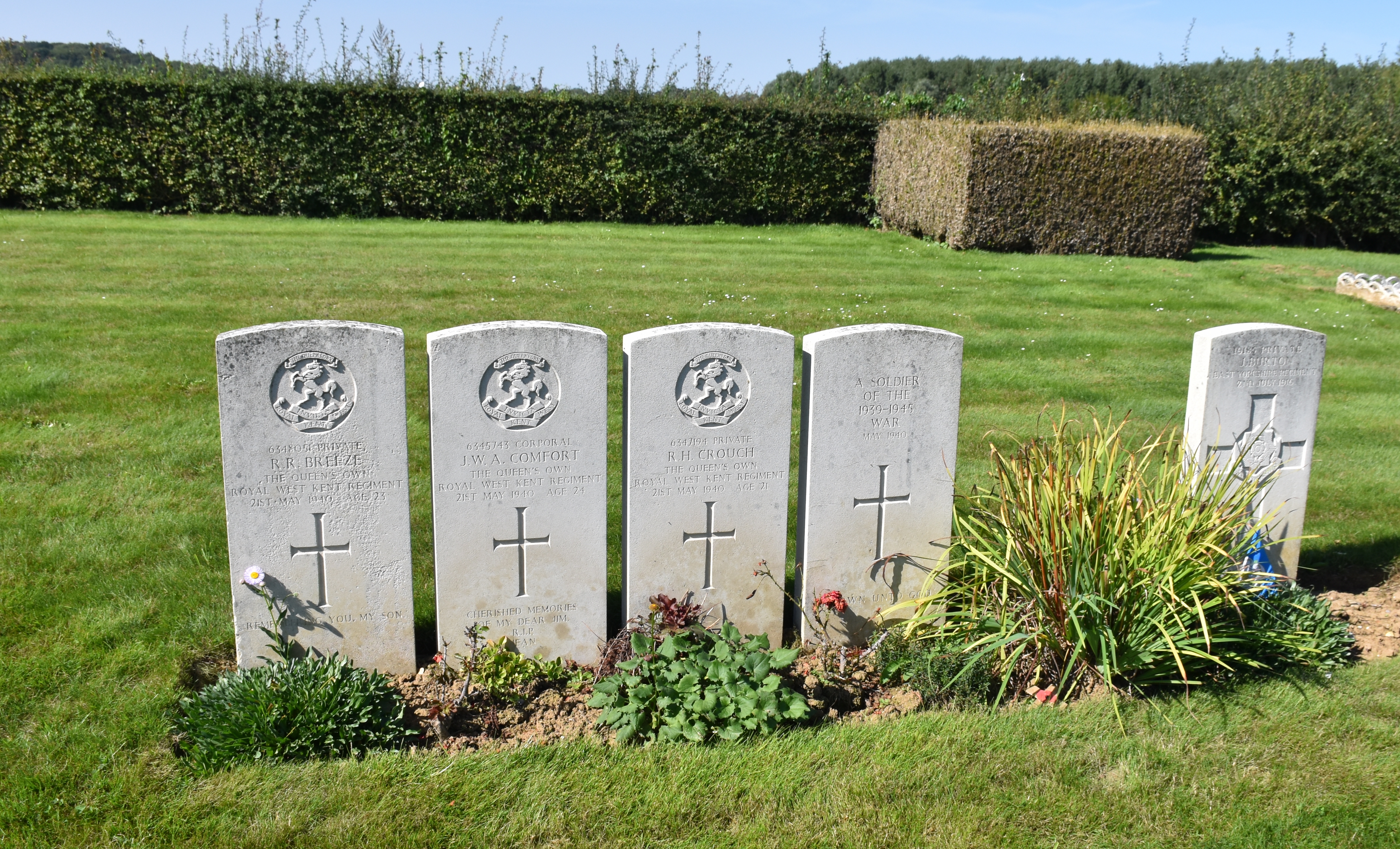
Tombes de quatre soldats de la Seconde guerre mondiale.
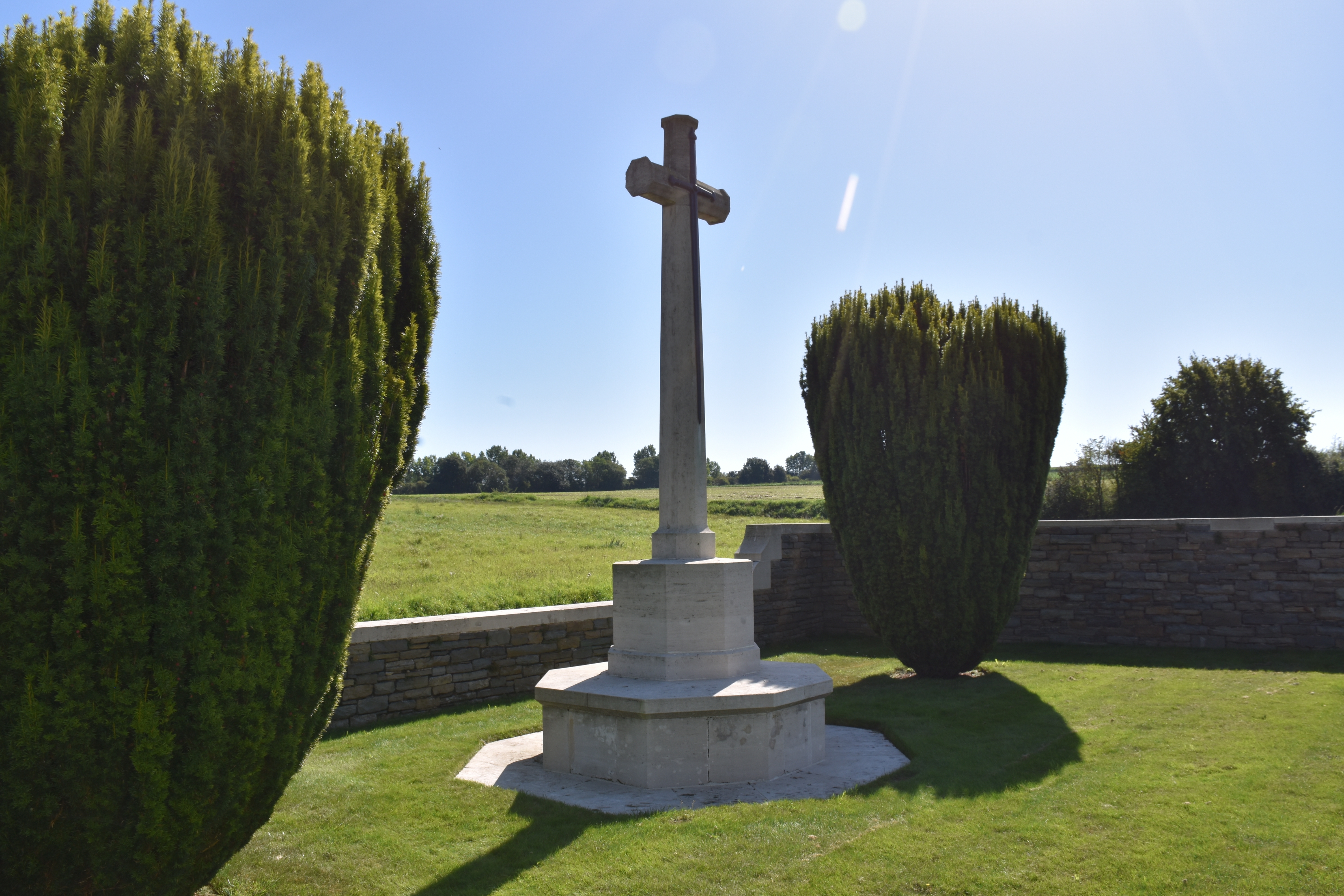
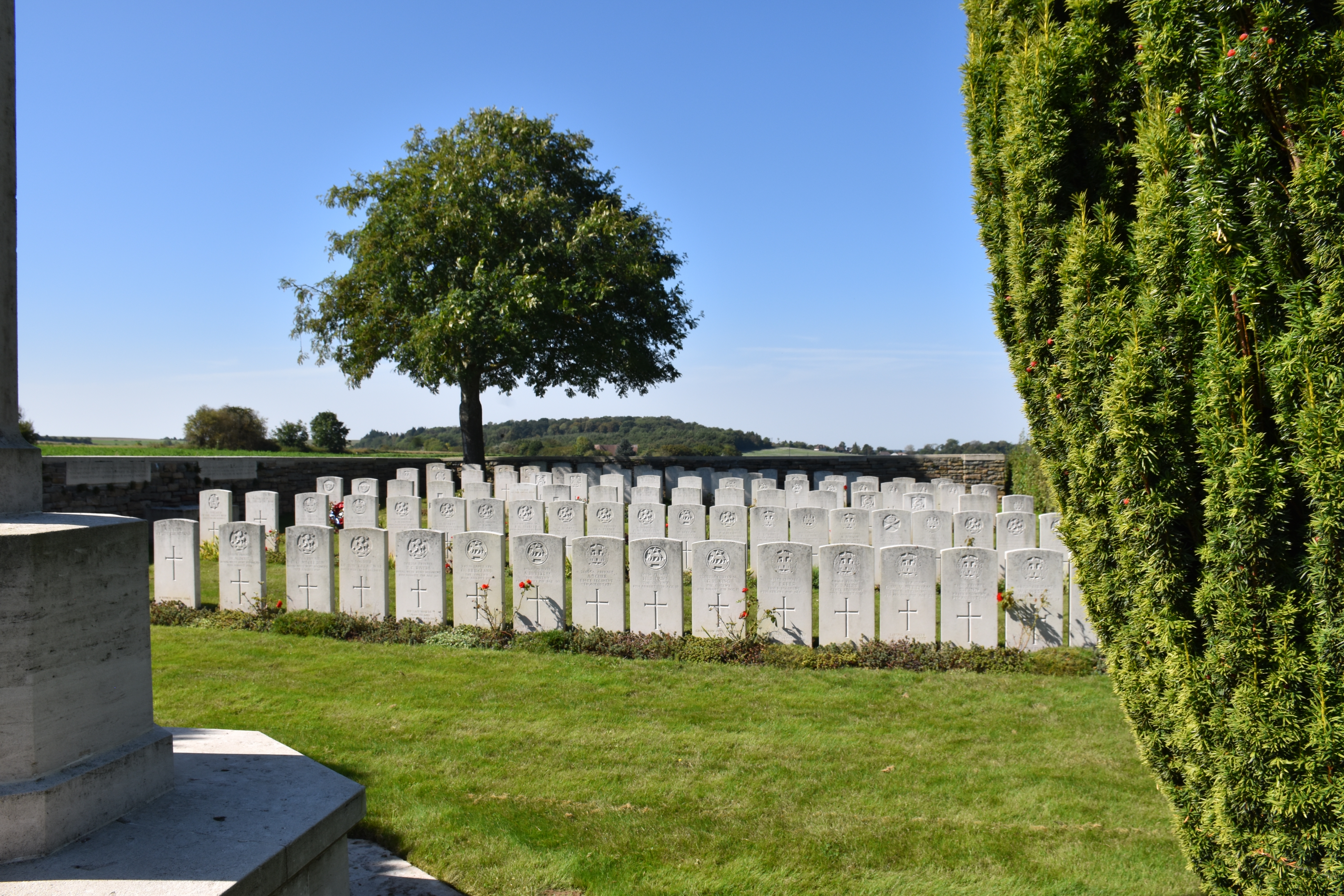
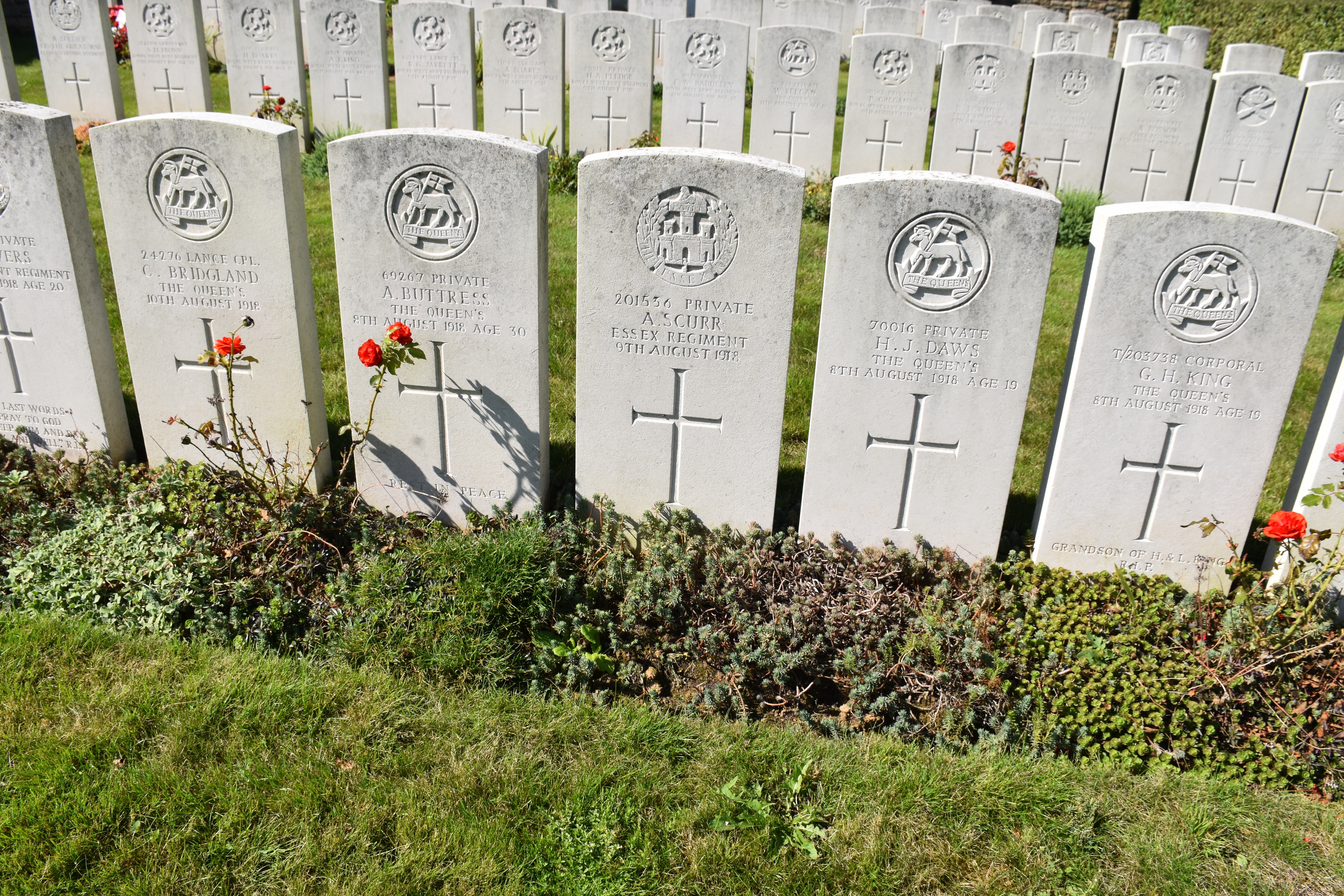
Tombes de soldats tombés en août 1918 lors de la libération du village.
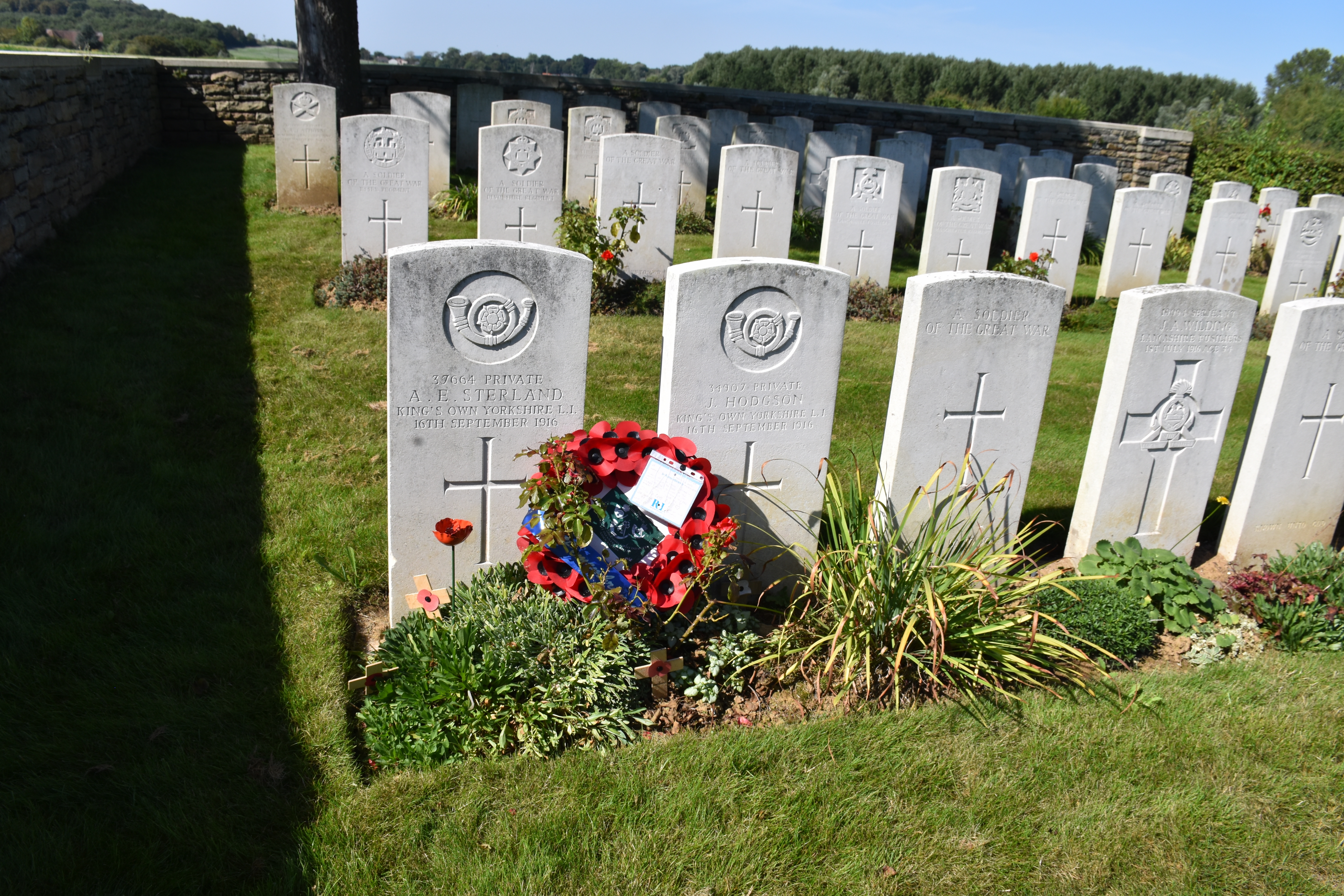
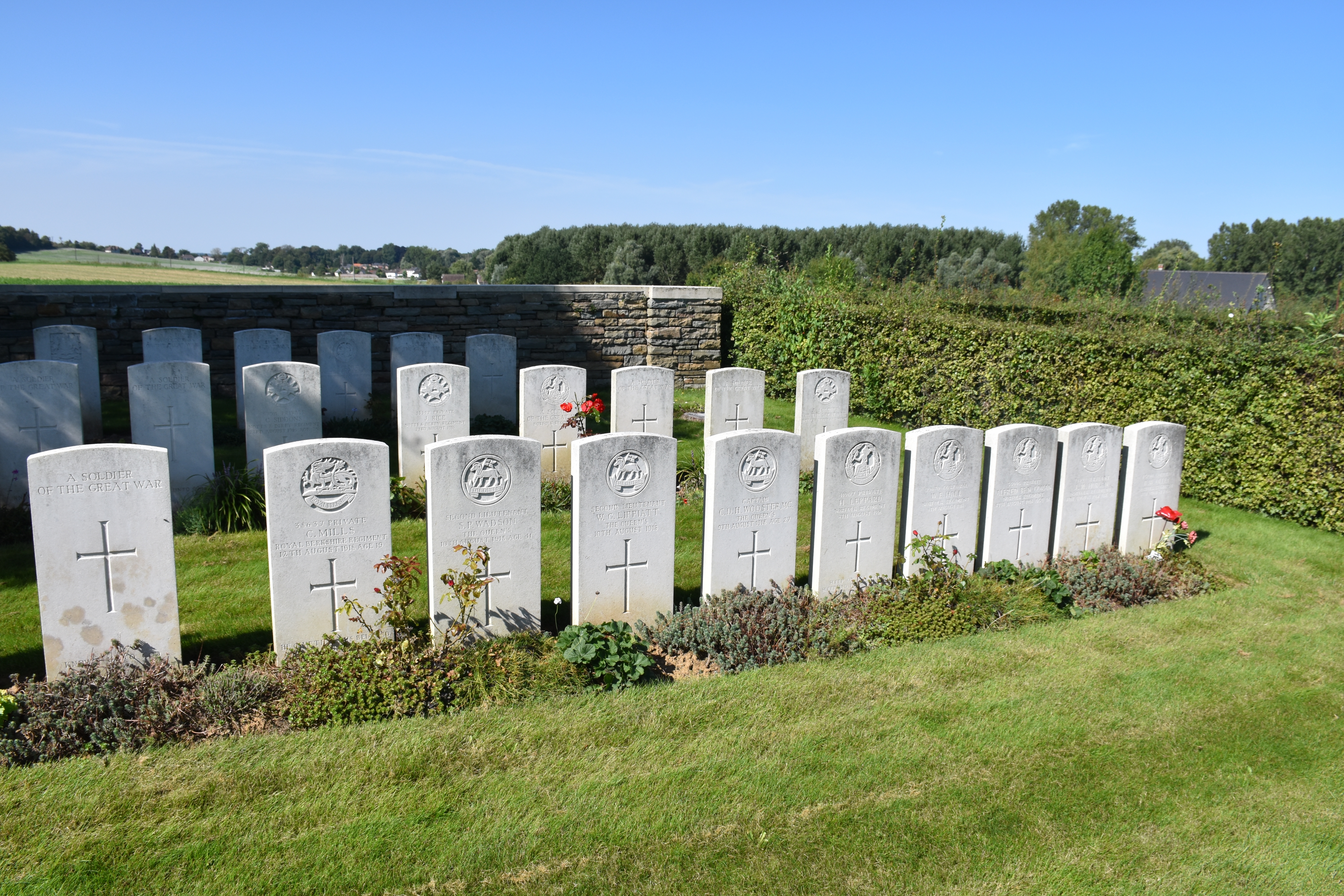